# Ріц Ортолані
Ріц'єро «Ріц» Ортола́ні (італійська вимова: [ritˌtsjɛːro rits ortoˈlaːni]; 23 березня 1926, Пезаро, Королівство Італія — 23 січня 2014, Рим, Італія) — італійський композитор.

## Життєпис
Ріц Ортолані народився 23 березня 1926 року в місті Пезаро, Італія. Після навчання в консерваторії Пезаро почав свою кар'єру як музичний аранжувальник для оркестру італійської мережі RAI. На початку 1950-х років був засновником і членом відомого італійського джаз-бенду.
Як кінокомпозитор Ортолані дебютував у документальному фільмі «Собачий світ» (1962), пісня «More» з цього фільму в 1964 році була номінована на «Оскара», в категорії «Найкраща пісня до фільму» та на премію «Греммі» як найкраща інструментальна тема.
За час своєї кар'єри Ріц Ортолані працював практично з усіма провідними італійськими режисерами, такими як Вітторіо Де Сіка, Діно Різі, Даміано Даміані, Пупі Аваті та іншими. Він був автором музики до спагеті-вестернів і італійських фільмів жахів. Квентін Тарантіно двічі запозичив його тему з вестерну «День гніву», використавши її у своїх фільмах «Убити Білла» і «Джанґо вільний». Ортолані також написав музику до першого сезону серіалу «Спрут».
Всього Ріц Ортолані написав музику до понад 200 кінофільмів. Він є багаторазовим номінантом та лауреатом міжнародних та національних кінематографічних нагород, зокрема премій «Золотий глобус», «Давид ді Донателло», «Срібна стрічка» та інших.
У січні 2014 року Ортолані був госпіталізований, йому повинні були зробити операцію. Але в останні години його стан погіршав, і він помер 23 січня у віці 87 років. Похований в Римі.

## Особисте життя
З 1964 року і до своєї смерті у 2014 році Ріц Ортолані був одружений з італійською акторкою і співачкою Катіною Раньєрі.

## Фільмографія (вибіркова)
- 1956 : Це сталося в нічний час / Accadde di notte
- 1956 : Мільярдери / I miliardari
- 1956 : Серенада вітру / Serenata al vento
- 1957 : Урсус у долині левів / Ursus nella valle dei leoni
- 1962 : Собачий світ / Mondo cane
- 1962 : Обгін / Il sorpasso
- 1962 : Літаючий кліпер — чарівна подорож під білим вітрилом / Flying Clipper — Traumreise unter weissen Segeln
- 1963 : Жінка у світі / La Donna nel mondo
- 1963 : Падіння Риму / Il crollo di Roma
- 1963 : «Нюрнберзька діва» / La vergine di Norimberga
- 1964 : Замок крові / Danza macabra
- 1964 : Шокуючий світ / Il mondo di notte numero 3
- 1964 : Віннету — вождь апачів / Old Shatterhand
- 1964 : Сьомий світанок / The 7th Dawn
- 1964 : Перш, ніж прийде смерть / Antes llega la muerte
- 1964 : Поїхати і вбити / Cavalca e uccidi
- 1964 : Жовтий роллс-ройс / The Yellow Rolls-Royce
- 1964 : Смак помсти / El sabor de la venganza
- 1965 : Диявол також плаче / El diablo también llora
- 1965 : Славні хлопці (1965) The Glory Guys
- 1965 : З подячною промовою / Con rispetto parlando
- 1965 : Шпигун у тебе в оці / Berlino — Appuntamento per le spie
- 1965 : Прощавай, Африко / Africa addio
- 1966 : Операція «Блискавка» / Operazione Goldman
- 1966 : Майя / Maya
- 1966 : Шпигун з холодним носом / The Spy with a Cold Nose
- 1966 : Не хочу воювати, а хочу кохати / Non faccio la guerra, faccio l'amore
- 1967 : Покойся з миром / Requiescant
- 1967 : Наречена стрільця / La ragazza del bersagliere
- 1967 : Сім разів жінка / Woman Times Seven
- 1967 : Записник Тіффані / Tiffany memorandum
- 1967 : Дні люті / I giorni dell'ira
- 1967 : «Пояс цнотливості» / La cintura di castità
- 1968 : Найбільший куш / The Biggest Bundle of Them All
- 1968 : Викрадення людини / Sequestro di persona
- 1968 : Бандити в Мілані / Banditi a Milano
- 1968 : По той бік закону / Al di là della legge
- 1968 : Битва за Анціо / Lo sbarco di Anzio
- 1968 : Блаженство місіс Блоссом / The Bliss of Mrs. Blossom
- 1968 : Дівчина, яка не могла сказати «ні» / Tenderly
- 1968 : Леді Гамільтон / Le calde notti di Lady Hamilton
- 1968 : Хто просив відплати? / ¿Quién grita venganza?
- 1968 : Битва за Рим / Kampf um Rom I
- 1968 : Чорна стріла / La freccia nera (міні-серіал)
- 1968 : Битва за Рим 2 / Kampf um Rom II — Der Verrat
- 1968 : Добрий вечір, місіс Кемпбелл / Buona Sera, Mrs. Campbell
- 1969 : П'ять синів повій / Cinque figli di cane
- 1969 : Сіль на рану / Il dito nella piaga
- 1969 : Одна на іншій / Una sull'altra
- 1969 : Така ніжна… така розпусна / Così dolce… così perversa
- 1969 : Захоплення / La cattura
- 1969 : Ніч змій / La notte dei serpenti
- 1970 : Через велику любов / Con quale amore, con quanto amore
- 1970 : Справа совісті / Un caso di coscienza
- 1970 : Безбожна четвірка / Ciakmull — L'uomo della vendetta
- 1970 : Голуб не літає / La colomba non deve volare
- 1970 : Бандит / O Cangaçeiro
- 1970 : Дівчина на ім'я Джуліо / La ragazza di nome Giulio
- 1970 : Пригоди Жерара / The Adventures of Gerard
- 1970 : Втеча з табору Маккензі / The McKenzie Break
- 1970 : Перша ніч доктора Даніелі, промисловця з комплексом… інфантильності / La prima notte del Dottor Danieli, industriale, col complesso del…..
- 1970 : Мадрон / Madron
- 1971 : Статуя / The Statue
- 1971 : Привітайся з учорашнім днем / Say Hello to Yesterday
- 1971 : Зізнання комісара поліції прокуророві республіки / Confessione di un commissario di polizia al procuratore della repub…
- 1971 : Полювання / The Hunting Party
- 1971 : В обіймах павука / Nella stretta morsa del ragno
- 1971 : Гола віолончель / Il merlo maschio
- 1971 : Прощавай, дядьку Томе / Addio zio Tom
- 1971 : Не здійснюй брудних вчинків / Non commettere atti impuri
- 1972 : Коза Ностра / The Valachi Papers
- 1972 : Сім скривавлених орхідей / Sette orchidee macchiate di rosso
- 1972 : Брат Сонце, сестра Місяць / Fratello sole, sorella luna
- 1972 : Зловживання владою / Abuso di potere
- 1972 : Етруск вбиває знову / L'etrusco uccide ancora
- 1972 : Міс Динаміт / Tutti fratelli nel west… per parte di padre
- 1972 : Джиролімоні, чудовисько Риму / Girolimoni, il mostro di Roma
- 1972 : Муки безневинних / Non si sevizia un paperino
- 1972 : Навіщо жити, навіщо помирати / Una ragione per vivere e una per morire
- 1973 : Дорогі батьки / Cari genitori
- 1973 : Герої / Gli eroi
- 1973 : Як можна бути таким покидьком, інспектор Кліфф? / Si può essere più bastardi dell'ispettore Cliff?
- 1973 : Смерть відображається в котячих очах / La morte negli occhi del gatto
- 1973 : День гніву / Fury
- 1973 : Ні, справу успішно розкрито / No il caso è felicemente risolto
- 1973 : Мафія у білих халатах / Bisturi, la mafia bianca
- 1973 : Радники / Il consigliori
- 1973 : Жорстоке обличчя Нью-Йорка / One Way
- 1973 : Пара / La coppia
- 1973 : «Тереза — злодійка» / Teresa la ladra
- 1973 : Втеча з камери смертників / Dio, sei proprio un padreterno!
- 1973 : Амазонки / Le guerriere dal seno nudo
- 1974 : Чому вбивають суддів? / Perché si uccide un magistrato
- 1974 : Це номер тринадцятий / There Is No 13
- 1974 : Еротоманія / L'erotomane
- 1975 : Прийди, прийди, моя любове / Vieni, vieni amore mio
- 1975 : Світ Кандида / Mondo candido
- 1975 : «Паоло Барка — вчитель початкової школи, що практикує нудизм» / Paolo Barca, maestro elementare, praticamente nudista
- 1975 : «Так починається пригода» / Qui comincia l'avventura
- 1976 : «Мімі Блюетт... квітка в моєму саду» / Mimì Bluette… fiore del mio giardino
- 1976 : Скандал / Scandalo
- 1977 : Смерть крадеться в темряві / Passi di morte perduti nel buio
- 1977 : Казанова і Компанія / Casanova & Co.
- 1977 : Я боюся / Io ho paura
- 1977 : Подвійне вбивство / Doppio delitto
- 1977 : Дівчина в жовтій піжамі / La ragazza dal pigiama giallo
- 1977 : Хрест Сахари / Sahara Cross
- 1977 : П'ятий мушкетер / The Fifth Musketeer
- 1978 : Циклон / Cyclone
- 1978 : Червона загадка / Enigma rosso
- 1978 : Перше кохання / Primo amore
- 1978 : Тварюки і дикуни / Brutes and Savages
- 1978 : Жеже Беллавіта / Gegè Bellavita
- 1979 : З пекла до перемоги / From Hell to Victory
- 1979 : «Дикі ліжка» / Letti selvaggi
- 1979 : Неаполітанський детектив / Giallo napoletano
- 1979 : Буржуазна драма / Un dramma borghese
- 1979 : Пекло канібалів / Cannibal Holocaust
- 1979 : Дівоче тіло / Il corpo della ragassa
- 1980 : Марія — Тільки ніч була свідком / Maria — Nur die Nacht war ihr Zeuge
- 1980 : Слідство з ризиком для життя / L'avvertimento
- 1980 : Будинок на краю парку / La casa sperduta nel parco
- 1981 : Допоможи мені мріяти / Aiutami a sognare
- 1981 : «Привид кохання» / Fantasma d'amore
- 1981 : Солодка / Miele di donna
- 1981 : Ніхто не досконалий / Nessuno è perfetto
- 1981 : Божевільня / There Was a Little Girl
- 1982 : Шлюха / Porca vacca
- 1982 : Дівчина з Трієста / La ragazza di Trieste
- 1982 : Валентина / Valentina
- 1982 : Далекобійники / I camionisti
- 1982 : Найкраща смерть / Più bello di così si muore
- 1983 : Зедер / Zeder
- 1983 : 1919 / 1919, crónica del alba
- 1983 : Студентський похід / Una gita scolastica
- 1984 : Воїни 2072 / I guerrieri dell'anno 2072
- 1984 : «Спрут» / La piovra (міні-серіал)
- 1984 : Воїн пустель / Tuareg — Il guerriero del deserto
- 1984 : «Чималий скандал» / Uno scandalo perbene
- 1984 : Троє / Noi tre
- 1985 : Службовці / Impiegati
- 1985 : Діра у вітровому склі / Un foro nel parabrezza
- 1985 : Випускний вечір / Festa di laurea
- 1985 : Міранда / Miranda
- 1986 : Служниця / La bonne
- 1986 : Різдвяний подарунок / Regalo di Natale
- 1986 : Справа назаретянина / L'inchiesta
- 1987 : Любов і пристрасть / Capriccio
- 1987 : У бруді народжується відвага / La sporca insegna del coraggio
- 1988 : Остання хвилина / Ultimo minuto
- 1988 : Молодожони / Sposi
- 1988 : Дівчата з вулиці Панісперна / I ragazzi di via Panisperna
- 1988 : Будинок в Римі / Una casa a Roma (телевізійний)
- 1989 : Крокодил-вбивця / Killer Crocodile
- 1989 : Історія хлопчиків і дівчаток / Storia di ragazzi e di ragazze
- 1989 : Гра у вбивство / Gioco al massacro
- 1990 : Мікеланджело / A Season of Giants (телевізійний)
- 1990 : Холодним травневим ранком / Una fredda mattina di maggio (телевізійний)
- 1990 : Паприка / Paprika
- 1990 : Крокодил-вбивця 2 / Killer Crocodile 2
- 1990 : Сонце в пітьмі / Il sole buio
- 1990 : Хресна мати 2 / Vendetta: Secrets of a Mafia Bride (міні-серіал)
- 1990 : У рожевому саду / Nel giardino delle rose
- 1992 : Брати і сестри / Fratelli e sorelle
- 1992 : Ангел з рушницею / L'angelo con la pistola
- 1993 : Магніфікат / Magnificat
- 1994 : Підглядач / L'uomo che guarda
- 1995 : Пошта Тінто Брасса / Fermo posta Tinto Brass
- 1997 : Шафер / Il testimone dello sposo
- 1998 : Для особливих приводів / Grandes ocasiones
- 1999 : Люби ворога свого / Ama il tuo nemico (телевізійний)
- 1999 : Дорога ангелів / La via degli angeli
- 2001 : Лицарі хрестового походу / I cavalieri che fecero l'impresa
- 2003 : Серце не з тобою / Il cuore altrove
- 2004 : Різдвяний реванш / La rivincita di Natale
- 2005 : Коли ж прийдуть дівчатка? / Ma quando arrivano le ragazze?
- 2005 : Друга шлюбна ніч / La seconda notte di nozze
- 2007 : Вечеря, щоб познайомити їх / La cena per farli conoscere
- 2007 : Притулок / Il nascondiglio
- 2008 : Папа Джованні / Il papà di Giovanna
- 2010 : Безмежна юність / Una sconfinata giovinezza
- 2013 : Весілля / Un matrimonio (міні-серіал)

## Визнання
| Премія «Оскар»                 |                                                                         |                                 |           |
| 1964                           | Найкраща музика, оригінальна пісня                                      | Собачий світ                    | Номінація |
| 1971                           | Найкраща музика, оригінальна пісня                                      | Мадрон                          | Номінація |
| Премія «Греммі»                |                                                                         |                                 |           |
| 1964                           | Найкращий оригінальна музика до художнього фільму або телевізійного шоу | Собачий світ                    | Номінація |
| Премія «Золотий глобус»        |                                                                         |                                 |           |
| 1966                           | Найкраща оригінальна музика до фільму                                   | Жовтий роллс-ройс               | Номінація |
| 1966                           | Найкраща оригінальна пісня до фільму                                    | Жовтий роллс-ройс               | Перемога  |
| 1969                           | Найкраща оригінальна пісня до фільму                                    | Доброго вечора, місіс Кемпбелл  | Номінація |
| 1972                           | Найкраща оригінальна пісня                                              | Мадрон                          | Номінація |
| Премія «Срібна стрічка»        |                                                                         |                                 |           |
| 1972                           | Найкращий музика                                                        | Гола віолончель                 | Номінація |
| 1981                           | Найкращий музика                                                        | Допоможи мені мріяти            | Перемога  |
| 1984                           | Найкращий музика                                                        | Студентський похід              | Перемога  |
| 1986                           | Найкращий музика                                                        | Випускний вечір                 | Номінація |
| 1987                           | Найкращий музика                                                        | Справа назаретянина             | Перемога  |
| 1994                           | Найкращий музика                                                        | Магніфікат                      | Номінація |
| Премія Давид ді Донателло      |                                                                         |                                 |           |
| 1986                           | Найкраща музика                                                         | Випускний вечір                 | Номінація |
| 1987                           | Найкраща музика                                                         | Різдвяний подарунок             | Номінація |
| 1987                           | Найкраща пісня                                                          | Різдвяний подарунок             | Перемога  |
| 1988                           | Найкраща пісня                                                          | Остання хвилина                 | Перемога  |
| 1990                           | Найкраща музика                                                         | Історія хлопчиків і дівчаток    | Номінація |
| 1991                           | Найкраща музика                                                         | У рожевому саду                 | Номінація |
| 1993                           | Найкраща музика                                                         | Магніфікат                      | Номінація |
| 2003                           | Найкраща музика                                                         | Серце не з тобою                | Номінація |
| 2004                           | Найкраща музика                                                         | Різдвяний реванш                | Номінація |
| 2005                           | Найкраща музика                                                         | Коли ж прийдуть дівчатка?       | Перемога  |
| 2005                           | Найкраща пісня                                                          | Коли ж прийдуть дівчатка?       | Номінація |
| 1900                           | Спеціальний Давид                                                       | Спеціальний Давид               | Перемога  |
| Міжнародний приз Флайяно       |                                                                         |                                 |           |
| 2006                           | Приз за кар'єру в кінематографі                                         | Приз за кар'єру в кінематографі | Перемога  |
| Премія Золотий глобус (Італія) |                                                                         |                                 |           |
| 2006                           | Найкраща оригінальна музика до фільму                                   | Друга шлюбна ніч                | Номінація |